# Caitlin Cahow
Caitlin Kinder Cahow (New Haven, 20 maggio 1985) è un'ex hockeista su ghiaccio statunitense.

## Palmarès

### Olimpiadi
- Argento a Vancouver 2010.
- Bronzo a Torino 2006.

### Mondiali
- Oro a Cina 2008.
- Oro a Finlandia 2009.
- Oro a Svizzera 2011.
- Argento a Canada 2007.

### Coppa delle 4 Nazioni
- Oro a Svezia 2011.
- Argento a Canada 2010.